# Vlag van Ninove
De vlag van Ninove werd door de gemeenteraad op 25 juni 1987 officieel vastgesteld als de gemeentelijke vlag van de Oost-Vlaamse gemeente Ninove. Op 17 november 1987 werd hij door het Bestuur van Vlaanderen bevestigd en uiteindelijk gepubliceerd op 16 september 1988 in het officiële Belgisch Staatsblad.
Officieel wordt de vlag beschreven als:
Twee even lange banen van zwart en van groen met op het midden het gemeentewapen
Er wordt geen verklaring gegeven voor de kleuren, maar ze komen wel voor in de vroegere wapens van Denderwindeke en Pollare (groen) en van Appelterre-Eichem en Ninove (zwart).

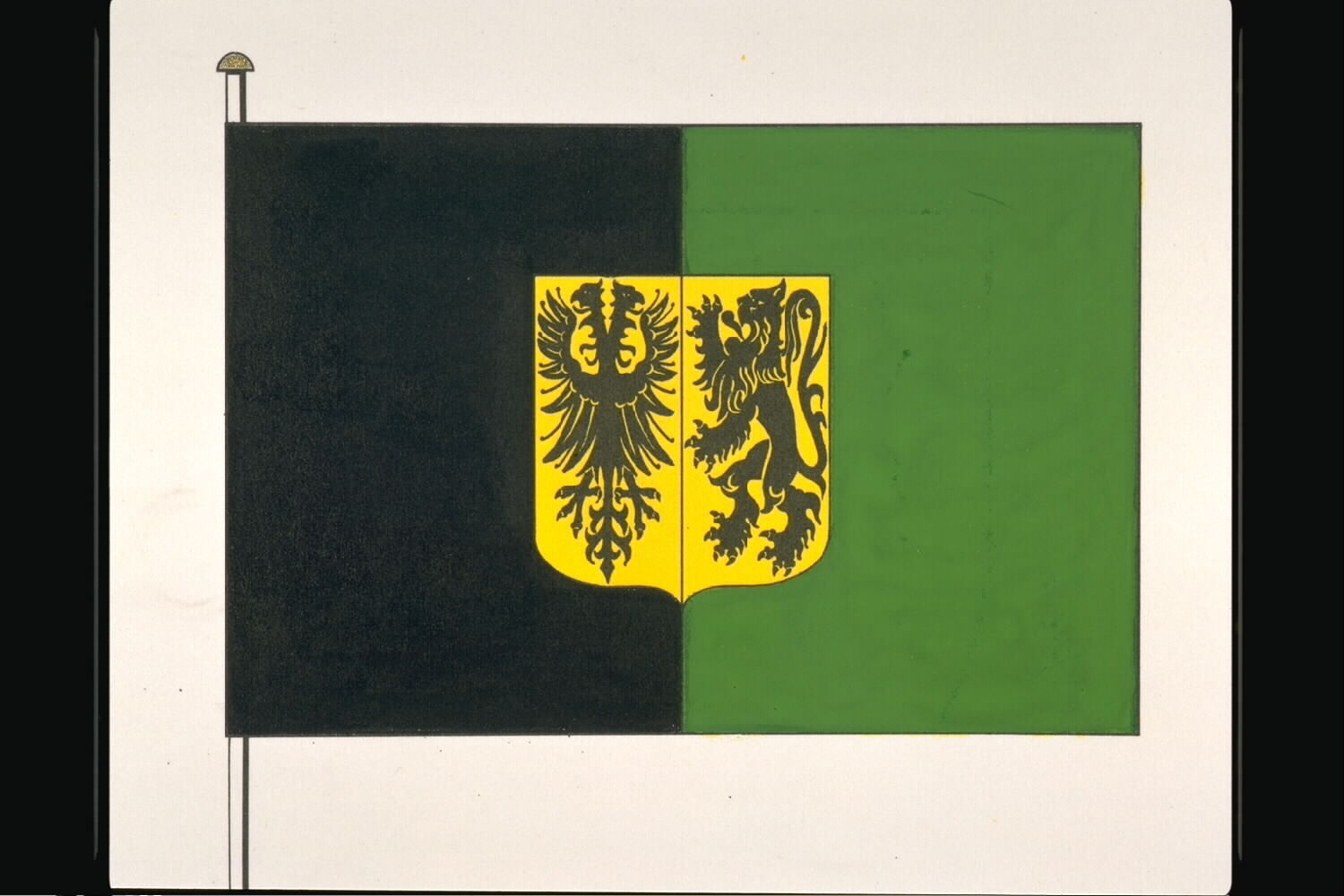
Officiële tekening van de vlag
Wapen van Denderwindeke
Wapen van Pollare
Wapen van Appelterre-Eichem
Wapen van Ninove